# Canon EOS 500D
De Canon EOS 500D is een 15,1 megapixel-spiegelreflexcamera voor amateurfotografen en was bedoeld als instapmodel. De camera is de opvolger van de 450D uit 2008. In Noord-Amerika is deze camera bekend onder de naam Canon EOS Rebel T1i en in Japan onder de naam Canon EOS Kiss X3.
Deze camera werd vanaf mei 2009 tot maart 2010 geproduceerd. Ze werd dezelfde maand opgevolgd door de Canon EOS 550D.

## Specificaties
- Aantal pixels: 15,1 megapixel
- Resolutie: 4752 x 3168 pixels

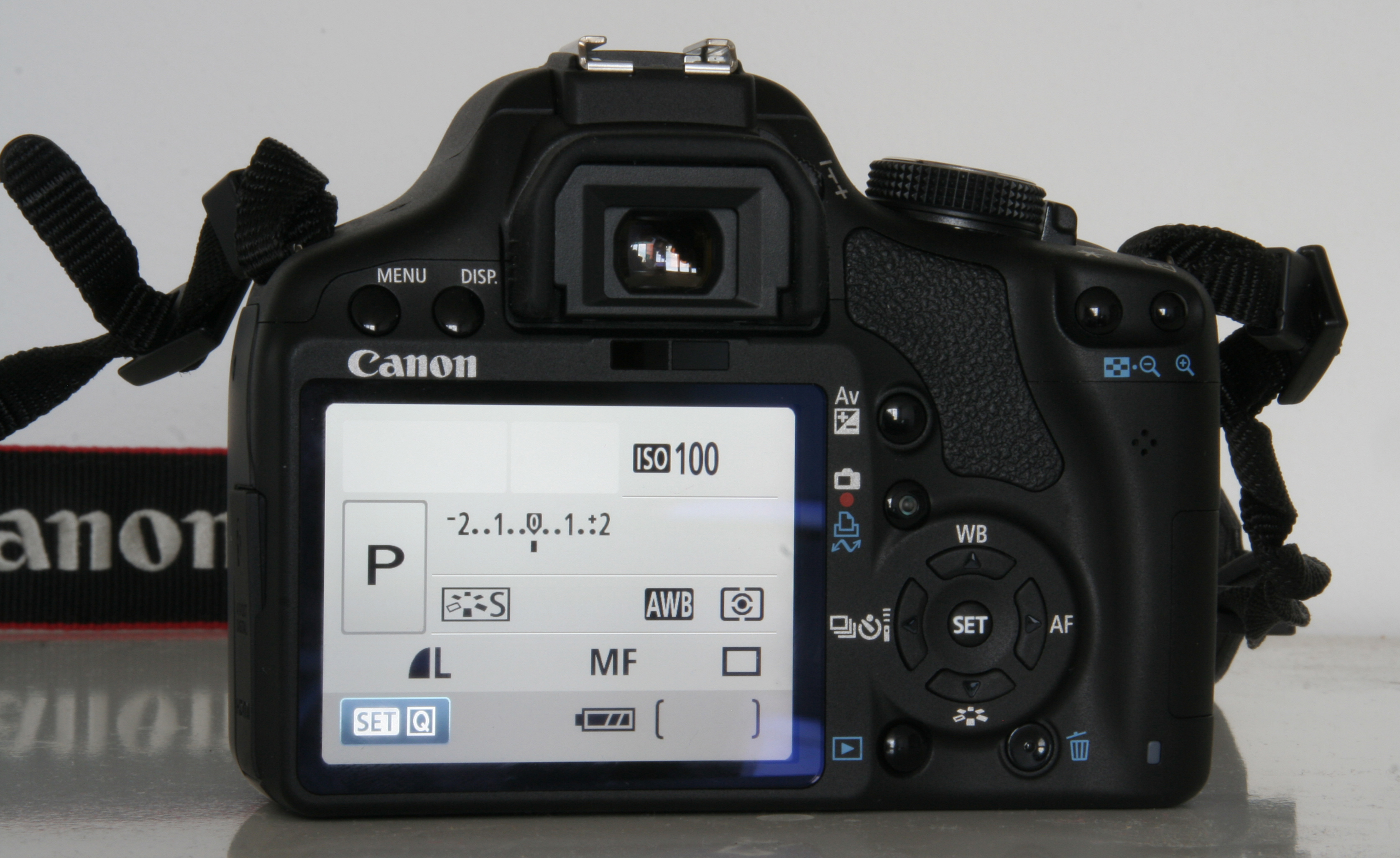
Achterzijde van de 500D.

- ISO-instelling: Automatisch, ISO 100, 200, 400, 800, 1600, 3200
- AF-systeem: 9 AF-punten (f/5.6 cross type in het midden, extra gevoeligheid bij f/2.8)
- Belichtingprogramma's: Automatisch, Portret, Landschap, Close-up, Sport, Nachtportret, Geen flitser, Movie, AE-programma, AE-sluitertijdvoorkeuze, AE-diafragmavoorkeuze, Handmatig, A-DEP
- Beeldeffecten: Zwart-Wit
- Maximale videoresolutie: 1920 x 1080 pixels
- Video-opname: Ja
- Videobeelden per seconde: Full HD: 20 fps. HD: 30 fps. VGA: 30 fps
- Sluitertijdrange: 30 - 1/4000 sec.
- Lichtmeting: Meervoudig, deelmeting, spotmeting
- Belichtingscompensatie: +/- 2 EV in 1/3 of 1/2 stopwaarden
- Witbalans: AWB, Daglicht, Schaduw, Bewolkt, Gloeilamp, TL licht, Flitser,
- Type opslag: SD, SDHC
- Beeldzoeker: Optisch
- Lcd-schermafmeting: 76 mm
- Batterij: LP-E5 Li-Ion
- Verbinding met pc: USB 2.0